# Gymnophora falciformis
Gymnophora falciformis är en tvåvingeart som beskrevs av Brown 1987. Gymnophora falciformis ingår i släktet Gymnophora och familjen puckelflugor. Inga underarter finns listade i Catalogue of Life.